# Podochilus microphyllus
Podochilus microphyllus är en orkidéart som beskrevs av John Lindley. Podochilus microphyllus ingår i släktet Podochilus och familjen orkidéer. Inga underarter finns listade i Catalogue of Life.